# Departamento de Santa Rosa (Guatemala)
Santa Rosa, oficialmente el Departamento de Santa Rosa, es uno de los veintidós departamentos que conforman Guatemala, se encuentra en la región IV o Sur   de Guatemala, su cabecera departamental es Cuilapa (conocido como el ombligo de América por encontrarse en el centro del continente). Limita al norte con los departamentos de Guatemala y Jalapa; al sur con el Océano Pacífico; al este con el departamento de Jutiapa; y al oeste con el departamento de Escuintla.
Su configuración geográfica es bastante variada, con alturas que oscilan entre los 0 m s. n. m. a los 2400 m s. n. m., con un clima y vegetación que varía desde el frío en las montañas con bosques de pino, seco árido en municipios del norte con bosques xerófilos y chaparral espinoso, hasta el cálido - seco en la costa del Pacífico con bosques propios del trópico.

## Historia
Santa Rosa es un departamento de Guatemala que por sus habitantes es descrito como "El centro de las Américas". 

### Época precolombina
Los primeros habitantes de la región en la época prehispánica fueron los xincas, quienes ocuparon todo el territorio desde la costa del actual departamento hasta las montañas de Jalapa. El señorío Xinca de Santa Rosa fue uno de los más aguerridos y valientes durante la conquista española en el siglo XVI. El conquistador Pedro de Alvarado los tomó como esclavos para la reducción militar de Cuzcatlán en la actual República de El Salvador. De este hecho se deriva el nombre del pueblo el río y el puente Los Esclavos, en el municipio de Cuilapa. Hay testimonios de que estos indígenas fueron los primeros esclavos formalmente asignados por los conquistadores en el paraje que actualmente lleva ese nombre.

### Época colonial
Con la llegada de los europeos, los indígenas xincas de otras etnias originarias fueron extinguidos, y los habitantes españoles y criollas, se asentaron en esas tierras fértiles. Por esta razón histórica, en la actualidad la población del departamento es de clara ascendencia mestiza y "ladina vieja", con conexiones muy directas con los primeros hacendados y ganaderos hispanos. Sin embargo, actualmente en algunos municipios como Chiquimulilla y San Juan Tecuaco, existe una tendencia a la inmigración de habitantes de la República de El Salvador.
La vida del departamento se inicia alrededor del pueblo que se llamó «Nuestra Señora de los Dolores o de la Candelaria de los Esclavos», el cual en 1570, contaba con un sacerdote.
El 21 de agosto de 1573, a solicitud de Baltazar de Orena, síndico procurador, las autoridades del reino acordaron la construcción del puente de Los Esclavos, que se inició en 1592.
Durante el período hispánico, la mayor parte del territorio que hoy integra Santa Rosa, correspondió a la alcaldía de Escuintla y Guazacapán, este último conocido también como partido.
El comercio y la fertilidad de sus tierras llevaron la prosperidad económica a la región que es un importante punto de tránsito comercial, por ser paso obligado de las mercancías que procedían de Honduras y El Salvador.

### Tras la independencia de Centroamérica
Para 1825 la Asamblea Nacional Constituyente del recién creado Estado de Guatemala, dividió el territorio de dicho Estado en siete departamentos, siendo el tercero el de Guatemala-Escuintla, integrado por los pueblos de Guatemala, Escuintla y Guazacapán, subdividiéndolo en siete distritos, entre los que figuraba Santa Rosa de Lima, que pasó a ser la cabecera departamental.

### Creación del departamento de Santa Rosa
La República de Guatemala fue fundada por el gobierno del presidente capitán general Rafael Carrera el 21 de marzo de 1847 para que el hasta entonces Estado de Guatemala pudiera realizar intercambios comerciales libremente con naciones extranjeras.  El 25 de febrero de 1848 la región de Mita fue segregada del departamento de Chiquimula, convertida en departamento y dividida en tres distritos: Jutiapa, Santa Rosa y Jalapa.  Específicamente, el distrito de Santa Rosa incluyó a Santa Rosa como cabecera, Cuajiniquilapa, Chiquimulilla, Guazacapán, Taxisco, Pasaco, Nancinta, Tecuaco, Sinacantán, Isguatán, Sacuapa, La Leona, Jumay y Mataquescuintla.
Más adelante, por Decreto del 8 de mayo de 1852, se decidió a crear el departamento de Santa Rosa como se encuentra actualmente.

### Terremoto de 1913
El día sábado 8 de marzo de 1913 un terremoto de magnitud 6.4 azotó al territorio de Santa Rosa, destruyendo a la cabecera departamental, Cuilapa. Tanto el terremoto inicial como las réplicas destruyeron muchas casas, escuelas e incluso la catedral y la prisión, con una considerable cantidad de víctimas mortales; las localidades de Barberena, Cerro Redondo, Llano Grande y El Zapote también sufrieron daños considerables.  Además, fueron dañados seriamente los poblados de Fraijanes, Pueblo Nuevo Viñas, Coatepeque y Jalpatagua. En el área del epicentro, el terremoto provocó derrumbes y bloqueo de caminos y carreteras, e incluso se reportó una larga grieta que se formó en el Cerro Los Esclavos.
La comisión de evaluación y rescate estuvo a cargo de Manuel María Girón, Felipe Márquez y los coroneles Antonio Pinot y Sabino Grijalba, quienes partieron de la Ciudad de Guatemala a Barberena la misma noche del 8 de marzo, por instrucciones del presidente Manuel Estrada Cabrera.
Llegaron a Barberena a las 6:30 a. m. y luego de ayudar con la recuperación del lugar salieron para Cuilapa, a donde llegaron a eso de la 1:00 P. m.; luego de proveer alimentación a la tropa y a los heridos, terminaron de desenterrar a los fallecidos de entre los escombros, sacaron las armas y municiones de las ruinas del Cuartel, restablecieron la comunicación telegráfica y empezaron a enviar a los heridos a Barberena.  El orden se mantuvo gracias a la implementación de la Ley Marcial.
De acuerdo a la evaluación de la comisión realizada el 10 de marzo, no quedaba nada del poblado; en palabras de la comisión: «Practicamos un nuevo reconocimiento general a la población o, mejor dicho, al área donde existió Cuilapa; aquí queda todo reducido a escombros con dos o tres casas paradas [...] Los manantiales turbios completamente y los acueductos, rotos, corriendo el agua a flor de tierra. Los pocos habitantes que quedan, para surtirse de ese precioso e indispensable elemento de vida, hacen pozos para detener el agua y de allí sacarla con guacales (todos sucios).»
El gobierno del licenciado Estrada Cabrera procuró ayuda económica y logística para los municipios afectados pero debido a la destrucción de Cuilapa todos sus habitantes emigraron hacia Barberena.  De hecho, la destrucción del poblado fue tal, que el gobierno emitió el siguiente comunicado el 10 de marzo:
| Secretaría de Gobernación y Justicia, República de Guatemala Guatemala, 10 de marzo de 1913 Señor Jefe Político de Santa Rosa, Cuilapa Teniendo en cuenta que los últimos temblores han causado perjuicios de consideración a la ciudad de Cuajuniquilapa, cabecera del departamento de Santa Rosa, y que estos perjuicios tardan algún tiempo en su reparación, El Presidente Constitucional de la República acuerda: Que por ahora, y mientras se repara aquella ciudad de los perjuicios sufridos, sean trasladadas a Barberena todas las oficinas públicas, civiles y militares de dicha cabecera, y al efecto se nombra una comisión compuesta de los señores general de división José María Orellana y general de brigada José María Letona para que organice en forma el servicio público. Comuníquese, Manuel Estrada Cabrera El secretario de Gobernación y Justicia: José María Reina Andrade. —Auxilio a los damnificados por el terremoto de Cuilapa, 1913 |

### SigloXXI

#### Captura de exalcalde de Cuilapa
El 30 de octubre de 2015, Édgar Ovidio Barrera García —exalcalde de Cuilapa y concejal quinto la corporación municipal del periodo 2008-2012— fue capturado por la Policía Nacional Civil de Guatemala —PNC— en coordinación con la Fiscalía Especial Contra la Impunidad —FECI— del Ministerio Público. Estas instituciones coordinaron aproximadamente una docena de allanamientos en varios municipios de Santa Rosa y en la Ciudad de Guatemala. También fueron capturados otros exfuncionarios de la municipalidad de Cuilapa y de la del municipio de Pueblo Nuevo Viñas.
Según las investigaciones de la FECI, todos los capturados integraban una red que habría operado durante el periodo de 2004 a 2008, durante el cual autorizaron la adjudicación de varias obras que no fueron culminadas, y cuyos fondos fueron trasladados a una cuenta particular, que posteriormente fueron distribuido entre varios exempleados municipales.

## Geografía

### Hidrografía
| Tipo    | Nombre | Ubicación                               |
| ------- | --- | --------------------------------------- |
| Ríos    | Negro, Los Achiotes, Tapalapa, Los Vados, San Antonio, Las Cañas, La Plata, Utapa, Amapa, El Panal, Las Marías, El Amarillo, Aguacinapa, Las Margaritas, Utema, Urayala | Santa Rosa                              |
| Ríos    | Paso Hondo |                                         |
| Ríos    | Río María Linda | límite con el departamento de Escuintla |
| Ríos    | Los Esclavos | Cuilapa, Mataquescuintla                |
| Ríos    | Canal de Chiquimulilla | Chiquimulilla                           |
| Ríos    | Quebrada de Ojiveros |                                         |
| Ríos    | Riachuelo Paso Caballos |                                         |
| Lagunas | Lago de Ayarza | Casillas y San Rafael Las Flores        |
| Lagunas | Laguna Ixpaco | Aldea Ixpaco, Pueblo Nuevo Viñas        |
| Lagunas | Laguna de Las Lomas del Ojo de Agua | Nueva Santa Rosa                        |
| Lagunas | Laguna de Pereira | Santa Rosa de Lima                      |
| Lagunas | Laguna de El Pino | Barberena y Santa Cruz Naranjo          |
| Lagunas | Laguna La Palmilla | Taxisco                                 |
| Lagunas | Laguna Tamarindo Viejo | La Avellana, Taxisco                    |

#### Río de Los Esclavos
Nace con el nombre de Río Grande en jurisdicción de Mataquescuintla. En todo su curso recibe multitud de afluentes entre los que están los ríos San Antonio, San Juan, Los Achiotes, Pinula, Las Cañas, El Molino, El Utapa, El Amapa, El Panal, Frío, Margaritas y Paso Caballos en Ayarza. Desagua en el Canal de Chiquimulilla. Sobre este río se reconstruyó en tiempos de la colonia el hermoso puente de Los Esclavos, por iniciativa del procurador síndico Baltasar de Orena en 1579. Hoy se levanta algunos metros más al sur el moderno puente de un solo arco, bautizado con el nombre de Baltasar de Orena. Actualmente se está aprovechando la fuerza de sus aguas para producir energía eléctrica por medio de la empresa nacional INDE.

#### Canal de Chiquimulilla
Canal natural situado al sur de los departamentos de Santa Rosa, Escuintla y Jutiapa. Presta numerosos servicios a los habitantes de los poblados aledaños. Se origina en la laguna de Sipacate, en el municipio del mismo nombre en Escuintla. Corre paralelo al Océano Pacífico y a una distancia media de 500 m. Recibe las aguas de los ríos Naranjo, Acomé, Guacalate, Achiguate, María Linda, Paso de Caballos y Los Esclavos. Tiene un largo aproximado de 140 km, de los cuales son navegables 120. El resto es navegable solamente para embarcaciones de escaso calado.

#### Caídas de agua
En el departamento santarosano se encuentran varias caídas de agua, entre cascadas, cataratas, saltos y chorros, incluyendo la cascada El Inamo en las aldea de Estanzuelas en Nueva Santa Rosa de Lima y Los Saltos de Las Margaritas ubicados entre los municipios de Tecuaco, Ixhuatán y Oratorio.

## Orografía
El territorio de Santa Rosa participa en la zona orográfica meridional del país. La cordillera principal se compone de cerros formados por rocas eruptivas que causan hundimientos en el descenso de las montañas hacia el litoral.
Santa Rosa se inicia en las estribaciones de la Sierra Madre y los volcanes Cerro Redondo y Jumaytepeque, baja hasta los volcanes Cruz Quemada y Tecuamburro y se extiende al sur en el Canal de Chiquimulilla y las playas de Monterrico, Papaturro, Las Lisas y El Ahumado.
Posee dos zonas topográficas, la norte de superficie montañosa que se ubica sobre la Sierra Madre y la sur que corresponde a la costa y bocacosta, con extensas planicies y valles que culminan en las playas del Océano Pacífico.

### Zonas de vida vegetal
En general en el departamento de Santa Rosa existen seis zonas de vida vegetal, según la clasificación propuesta por Holdridge en 1978.
- bs - S Bosque Seco Subtropical
- bh - S (t) Bosque Húmedo Subtropical Templado
- bmh - S (t) Bosque muy Húmedo Subtropical templado
- bh - S (c) Bosque Húmedo Subtropical Cálido
- bmh-S (c) Bosque Muy Húmedo Subtropical Cálido
- bh - MB Bosque Húmedo Montano Bajo Subtropical

En este departamento la zona de vida que predomina es la bmh - S (t) Bosque Muy Húmedo Subtropical Templado.

### Áreas protegidas
El departamento de Santa Rosa cuenta con las siguientes áreas protegidas:
1. Reserva Biológica Volcán Cerro Gordo, cuya superficie no está definida, administrada por CONAP, en Barberena.
2. Reserva Biológica Volcán Tecuamburro, superficie no determinada, administrada por CONAP, en Chiquimulilla, Guazacapán y Pueblo Nuevo Viñas.
3. Biotopo Monterrico, 2800 ha, administrada por CECON-USAC, en Taxisco.
4. Reserva Biológica Volcán Cruz Quemada, superficie no definida, administrada por CONAP, en Santa María Ixhuatán.
5. Reserva Biológica Volcán Cerro Redondo, superficie no definida, administrada por CONAP, en Santa Cruz Naranjo.
6. Reserva Biológica Volcán Jumaytepeque, superficie no definida, administrada por CONAP, en Nueva Santa Rosa.
7. Parque nacional Laguna El Pino, 73 ha, administrado por INAB, en Barberena
8. el volcán Tecuamburro está encantado según los aldeanos de la localidad en este volcán se dice que también hay leones

### Vías de comunicación
Las principales carreteras que lo atraviesan son: Carretera Panamericana CA-1 y la Internacional del CA-2, así como la ruta nacional 22 a CA-8, que lo comunican con el resto del país. Cuenta con 197 km de carreteras de asfalto y 295 km de carreteras de terracería.

### Geología
Tipos de suelo que sobresalen en el departamento de Santa Rosa:
- Qa. Aluviones Cuaternarios.
- Tv. Terciario. Rocas volcánicas sin dividir. Predominantemente Mio-Piloceno. Incluye tobas, coladas de lava, material lahárico y sedimentos volcánicos.
- Qv. Cuaternario. Rocas volcánicas, incluye coladas de lava, material lahárico, tobas y edificios volcánicos.
- I. Rocas plutónicas sin dividir. Incluye granitos de dioritas de edad pre-pérmico. Cretácico y Terciario.
- Ksd. Cretácico: Carbonatos Neocomiano-Campanianos. Incluye formaciones Cobán, Ixcoy, Campur, sierra Madre y Grupo Yojoa.

### Uso actual de la tierra
En el departamento de Santa Rosa por su clima, tipos de suelo y la topografía del terreno, tenemos que aparte de la utilización que se le da a la tierra para urbanizar y construir, sus habitantes siembran gran diversidad de cultivos anuales, permanentes o semipermanentes, encontrándose entre estos los cereales, hortalizas, árboles frutales, café, caña de azúcar, etc. Además por las cualidades con que cuenta el departamento, poseen algunos de sus habitantes la crianza de varias clases de ganado destacándose entre éstas el vacuno y el porcino, dedicando parte de estas tierras para el cultivo de diversos pastos que sirven de alimento a los mismos. La existencia de bosques, ya sean estos naturales, de manejo integrado, mixtos, etc., compuestos de variadas especies arbóreas, arbustivas o rastreras dan al departamento un toque especial en su ecosistema y ambiente, convirtiéndolo con esa gracia natural en uno de los lugares típicos para ser habitados por visitantes no solo nacionales, sino también extranjeros.

### Capacidad productiva de la tierra
Para evidenciar con que capacidad productiva de terreno se cuenta en este departamento, en Guatemala de acuerdo con el Departamento de Agricultura de los EE. UU., existen 8 clases de clasificación de capacidad productiva de la tierra, en función de los efectos combinados del clima y las características permanentes del suelo. De esta 8 clases agrológicas la I, II, III Y IV son adecuadas para cultivos agrícolas con prácticas culturales específicas de uso y manejo; las clases V, VI, y VII pueden dedicarse a cultivos perennes, específicamente bosques naturales o plantados; en tanto que la clase VIII se considera apta sólo para parques nacionales, recreación y para la protección del suelo y la vida silvestre.
En Santa Rosa están representadas las ocho clases agrológicas indicadas, predominando las clases III y VII.

## Cultura
Existe mucha producción artesanal en Santa Rosa que incluye el trabajo en jarcia, talabartería, madera, cerería, cestería, utensilios para la pesca como la atarraya e instrumentos musicales (Diccionario Municipal de Guatemala, 2001).
En cada municipio o aldea se celebra su fiesta religiosa, con fuerte influencia hispana, se realizan jaripeos, corridas de cintas y de gallos, amenizadas por lo general con música. La fiesta ganadera se encuentra expandida por toda la costa sur y demás regiones ganaderas. Santa Rosa también es un variado conjunto de destinos ecoturísticos (Lanuza, s.f.).
Las danzas y los bailes folclóricos se han extinguido, aunque aún aparecen en las poblaciones Xincas de Chiquimulilla. Han desaparecido poco a poco, pues con el fallecimiento de quienes lo encabezaban, se fue perdiendo la tradición y no hubo interés en las nuevas generaciones para aprenderlos (Lanuza, s.f.).

### Himno a Santa Rosa
| I Como la gloria de las estrellas sea tu nombre, ¡Oh Santa Rosa! Tierra de bendición y libertad, dulce capullo que en montañas nació como lumbre; es la Rosa de Suroriente, tierra de fertilidad. II Todos unidos bajo el mismo cielo, ¿Puedes ver esas riquezas hechas con amor? en el Centro de Las Américas, ¡cuidaremos con celo! los amorosos regalos del Creador. CORO En surcos de milpa, caña y café, cultivemos día a día su gloria, santarroseños cosechemos nuestra victoria, sembrando semillas de fe. | III Clavada en la costa y la montaña, se levanta una nueva nación; como el Sol triunfante cada mañana Es Santa Rosa mostrando ese escudo de unión. IV Río Los Esclavos, es testigo de tu historia, que invasores en tu suelo marcaron, tu pueblo santarroseño cantó victoria, sol, mar y arena orgullosos cantaron. CORO Tu suelo cultivaremos con pasión, por la Rosa de Suroriente trabajaré, ¡Oh santa Rosa! Por ti viviré; ¡Entre espinos, libre crece en esta tierra de bendición! |

Letra: Heison Osmar Barillas

## Demografía
A continucación se presenta una lista de datos demográficos recolectados en base al censo del 2018, en donde se destacan tres pilares, como lo son la Población, Vivienda y Educación del Departamento de Santa Rosa.
 Santa Rosa cuenta con un total de 733,181 habitantes registrados según los datos del Censo 2018 y para el 2024 se estima un poco más de 450,000 personas en el departamento.
| Gráfica de evolución demográfica de Departamento de Santa Rosa entre 1880 y 2024                           |
| |
| Población de los censos y conteos del Instituto Nacional de Estadística de Guatemala (INE) de 1880 a 2024. |

| Datos Demográficos según el Censo 2018 | Datos Demográficos según el Censo 2018 | Datos Demográficos según el Censo 2018 |
| Santa Rosa                             | Santa Rosa                             | Santa Rosa                             |
| POBLACIÓN                              | POBLACIÓN                              | POBLACIÓN                              |
| Población Total                        | 396,607                                | 396,607                                |
| -------------------------------------- | -------------------------------------- | -------------------------------------- |
| Hombres                                | 195,584                                | 49.31%                                 |
| Mujeres                                | 201,023                                | 50.69%                                 |
| Población por Grupos de Edad           |                                        |                                        |
| 0-14 años                              | 126,441                                | 31.88%                                 |
| 15-64 años                             | 244,403                                | 61.62%                                 |
| 65 y más años                          | 25,763                                 | 6.50%                                  |
| Población por Área                     |                                        |                                        |
| Urbano                                 | 184,212                                | 46.45%                                 |
| Rural                                  | 212,395                                | 53.55%                                 |
| Población por Pueblos                  |                                        |                                        |
| Ladino                                 | 330,149                                | 83.24%                                 |
| Xinka                                  | 55,855                                 | 14.08%                                 |
| Maya                                   | 7,863                                  | 1.98%                                  |
| Extranjero                             | 1,209                                  | 0.30%                                  |
| Afrodescendiente                       | 885                                    | 0.22%                                  |
| Garífuna                               | 646                                    | 0.16%                                  |
| VIVIENDA                               |                                        |                                        |
| Edad Promedio                          | 27.56                                  | 27.56                                  |
| Total Viviendas                        | 116,653                                | 116,653                                |
| Promedio Personas                      | 4.03                                   | 4.03                                   |
| EDUCACIÓN                              |                                        |                                        |
| Promedio de Escolaridad                | 6.18 años                              | 6.18 años                              |
| Ninguno                                | 45,015                                 | 13%                                    |
| Pre Primaria                           | 8,090                                  | 2%                                     |
| Primaria                               | 168,277                                | 50%                                    |
| Media                                  | 102,600                                | 31%                                    |
| Superior                               | 12,338                                 | 3%                                     |
| Alfabetismo                            | 85.56%                                 | 85.56%                                 |

## División política
El departamento de Santa Rosa se divide oficialmente en 14 municipios, y 2 municipios no oficiales: Ayarza y Monterrico, comunidades que actualmente trabajan para convertirse en municipios.
| 1. Barberena 2. Casillas 3. Chiquimulilla 4. Cuilapa 5. Guazacapán 6. Monterrico 7. Nueva Santa Rosa 8. Oratorio 9. Pueblo Nuevo Viñas 10. San Juan Tecuaco 11. San Rafael Las Flores 12. Santa Cruz Naranjo 13. Santa María Ixhuatán 14. Santa Rosa de Lima 15. Taxisco |

#### Municipio por Población
| Población por municipio del Departamento de Santa Rosa | Población por municipio del Departamento de Santa Rosa | Población por municipio del Departamento de Santa Rosa | Población por municipio del Departamento de Santa Rosa | Población por municipio del Departamento de Santa Rosa | Población por municipio del Departamento de Santa Rosa |
| N.                                                     | Municipio                                              | Estimación                                             | Censo                                                  | Censo                                                  | Crecimiento                                            |
| N.                                                     | Municipio                                              | 2024                                                   | 2018                                                   | 2002                                                   | Δ (2002-2018)                                          |
| ------------------------------------------------------ | ------------------------------------------------------ | ------------------------------------------------------ | ------------------------------------------------------ | ------------------------------------------------------ | ------------------------------------------------------ |
| 1                                                      | Barberena                                              | 63 086                                                 | 58 276                                                 | 38 912                                                 | ▲ 39,8%                                                |
| 2                                                      | Chiquimulilla                                          | 67 719                                                 | 53 727                                                 | 43 623                                                 | ▲ 20,8%                                                |
| 3                                                      | Cuilapa ✪                                              | 48 360                                                 | 41 359                                                 | 30 951                                                 | ▲ 28,8%                                                |
| 4                                                      | Nueva Santa Rosa                                       | 40 118                                                 | 36 454                                                 | 28 563                                                 | ▲ 24,3%                                                |
| 5                                                      | Taxisco                                                | 38 630                                                 | 29 846                                                 | 22 620                                                 | ▲ 27,5%                                                |
| 6                                                      | Pueblo Nuevo Viñas                                     | 29 751                                                 | 25 529                                                 | 20 165                                                 | ▲ 23,7%                                                |
| 7                                                      | Casillas                                               | 26 684                                                 | 24 956                                                 | 20 400                                                 | ▲ 20,1%                                                |
| 8                                                      | Oratorio                                               | 28 375                                                 | 24 954                                                 | 19 550                                                 | ▲ 24,3%                                                |
| 9                                                      | Santa María Ixhuatán                                   | 27 143                                                 | 23 801                                                 | 19 480                                                 | ▲ 20,0%                                                |
| 10                                                     | Santa Rosa de Lima                                     | 22 306                                                 | 19 702                                                 | 14 823                                                 | ▲ 28,3%                                                |
| 11                                                     | Guazacapán                                             | 23 037                                                 | 18 855                                                 | 13 979                                                 | ▲ 29,7%                                                |
| 12                                                     | Santa Cruz Naranjo                                     | 18 782                                                 | 16 385                                                 | 11 241                                                 | ▲ 37,2%                                                |
| 13                                                     | San Rafael Las Flores                                  | 14 530                                                 | 12 641                                                 | 9 078                                                  | ▲ 32,8%                                                |
| 14                                                     | San Juan Tecuaco                                       | 13 498                                                 | 10 122                                                 | 7 895                                                  | ▲ 24,7%                                                |
| -                                                      | Santa Rosa                                             | 462 019                                                | 396 607                                                | 301 370                                                | ▲ 27,3%                                                |

#### Municipio por Sector
|  | 81 % |

|  | 19 % |

|  | 35 % |

|  | 65 % |

|  | 100 % |

|  | 0 % |

|  | 37 % |

|  | 63 % |

|  | 31 % |

|  | 69 % |

|  | 15 % |

|  | 85 % |

|  | 31 % |

|  | 69 % |

|  | 40 % |

|  | 60 % |

|  | 19 % |

|  | 81 % |

|  | 18 % |

|  | 82 % |

|  | 65 % |

|  | 35 % |

|  | 35 % |

|  | 65 % |

|  | 29 % |

|  | 71 % |

|  | 30 % |

|  | 70 % |

|  | 46 % |

|  | 54 % |

## Desarrollo
Véase también: Anexo:Departamentos de Guatemala por IDH
El informe de desarrollo humano publicado en 2022 por el PNUD Guatemala, La celeridad del cambio, una mirada territorial del desarrollo humano 2002–2019, donde se observó el cambio y el avance que ha habido en el país entre 2002 y 2018, en materia de salud, educación y vivienda.

### IDH Departamental
Santa Rosa posee un IDH de 0,657 el cual lo posiciona en la categoría de desarrollo medio, una ligera mejora conforme al desarrollo que promedia los municipios. El departamento se muestra con un crecimiento del 18 %, lo que equivale a un crecimiento de siete puntos porcentuales en dieciséis años. En 2002, el departamento se encontraba en la categoría Bajo con un IDH de 0,548 .
|  | 0,657 |

|  | 0,548 |

|  | 0,655 |

|  | 0,544 |

Los municipios más desarrollados de Santa Rosa son: Guazacapán con un IDH Medio de 0,691, Santa Cruz Naranjo con un IDH de 0,688 y Cuilapa, su cabecera con un IDH de 0,686. Entre las principales razones del buen desarrollo de estos municipios se debe a la cercanía de estos al departamento de Guatemala, que les permite tener una salida comercial libre, además de su posición estratégica que ha abierto las posibilidades de nueva infraestructura. Por otra parte, los que presentan un menor indicador se encuentran Pueblo Nuevo Viñas y San Rafael Las Flores ambos con un IDH de 0,625 y Casillas con 0,626, estos municipios concuerdan en la lejanía de lugares desarrollados y con ello trae poca accesibilidad a servicios públicos básicos y menor calidad de vida. Sin embargo, Santa Rosa se posiciona como un departamento poco desigual, con todos sus municipios en desarrollo medio y entre la brecha de 0,600 y 0,699 . 
| N.         | Municipio             | IDH 2018  | IDH 2002  |
| Santa Rosa | Santa Rosa            | 0,657     | 0,548     |
| IDH Medio  | IDH Medio             | IDH Medio | IDH Medio |
| ---------- | --------------------- | --------- | --------- |
| 1          | Guazacapán            | 0,691     | 0,583     |
| 2          | Santa Cruz Naranjo    | 0,688     | 0,582     |
| 3          | Cuilapa ✪             | 0,686     | 0,578     |
| 4          | Barberena             | 0,667     | 0,564     |
| 5          | Chiquimulilla         | 0,663     | 0,561     |
| 6          | Santa Rosa de Lima    | 0,658     | 0,544     |
| 7          | San Juan Tecuaco      | 0,657     | 0,515     |
| 8          | Oratorio              | 0,651     | 0,542     |
| 9          | Nueva Santa Rosa      | 0,648     | 0,538     |
| 10         | Taxisco               | 0,642     | 0,552     |
| 11         | Santa María Ixhuatán  | 0,640     | 0,515     |
| 12         | Casillas              | 0,626     | 0,505     |
| 13         | Pueblo Nuevo Viñas    | 0,625     | 0,514     |
| 14         | San Rafael Las Flores | 0,625     | 0,524     |
| Promedio   | Promedio              | 0,655     | 0,544     |

| N. | Municipio             | IDH Según Indicadores | IDH Según Indicadores | IDH Según Indicadores |
| N. | Municipio             | Salud                 | Educación             | Nivel de Vida         |
| -- | --------------------- | --------------------- | --------------------- | --------------------- |
| 1  | Guazacapán            | 0,840                 | 0,588                 | 0,669                 |
| 2  | Santa Cruz Naranjo    | 0,880                 | 0,554                 | 0,668                 |
| 3  | Cuilapa ✪             | 0,862                 | 0,551                 | 0,679                 |
| 4  | Barberena             | 0,846                 | 0,524                 | 0,671                 |
| 5  | Chiquimulilla         | 0,826                 | 0,539                 | 0,655                 |
| 6  | Santa Rosa de Lima    | 0,878                 | 0,504                 | 0,644                 |
| 7  | San Juan Tecuaco      | 0,811                 | 0,551                 | 0,634                 |
| 8  | Oratorio              | 0,844                 | 0,501                 | 0,653                 |
| 9  | Nueva Santa Rosa      | 0,816                 | 0,470                 | 0,637                 |
| 10 | Taxisco               | 0,808                 | 0,510                 | 0,644                 |
| 11 | Santa María Ixhuatán  | 0,775                 | 0,521                 | 0,648                 |
| 12 | Casillas              | 0,877                 | 0,452                 | 0,620                 |
| 13 | Pueblo Nuevo Viñas    | 0,854                 | 0,454                 | 0,629                 |
| 14 | San Rafael Las Flores | 0,855                 | 0,493                 | 0,647                 |
| -  | Santa Rosa (Promedio) | 0,840                 | 0,515                 | 0,649                 |

### Población que vive en el departamento según IDH
| N. | Municipio             | IDH 2018 | Población | Según IDH |
| -- | --------------------- | -------- | --------- | --------- |
| 1  | Guazacapán            | 0,691    | 18,855    | 396,607   |
| 2  | Santa Cruz Naranjo    | 0,688    | 16,385    | 396,607   |
| 3  | Cuilapa ✪             | 0,686    | 41,359    | 396,607   |
| 4  | Barberena             | 0,667    | 58,276    | 396,607   |
| 5  | Chiquimulilla         | 0,663    | 53,727    | 396,607   |
| 6  | Santa Rosa de Lima    | 0,658    | 19,702    | 396,607   |
| 7  | San Juan Tecuaco      | 0,657    | 10,122    | 396,607   |
| 8  | Oratorio              | 0,651    | 24,954    | 396,607   |
| 9  | Nueva Santa Rosa      | 0,648    | 36,454    | 396,607   |
| 10 | Taxisco               | 0,642    | 29,846    | 396,607   |
| 11 | Santa María Ixhuatán  | 0,640    | 23,801    | 396,607   |
| 12 | Casillas              | 0,626    | 24,956    | 396,607   |
| 13 | Pueblo Nuevo Viñas    | 0,625    | 12,641    | 396,607   |
| 14 | San Rafael Las Flores | 0,625    | 25,529    | 396,607   |
| -  | Santa Rosa            | 0,657    | 0,657     | 0,657     |

## Costumbres y tradiciones
Santa Rosa es un departamento que en sus tiempos coloniales mantuvo cierta correspondencia social entre las familias de españoles y sus descendientes asentados con los antiguos habitantes del territorio, pipiles y xincas. Sin embargo, la dinámica colonial y el traslado de mercaderías y productos hacia las regiones del sur Centroamericano fueron reduciendo estos grupos a su mínima expresión. Razón por la que poco a poco se fueron extinguiendo sus cofradías de las cuales las más importantes eran las de Guazacapán, Conguaco y Los Esclavos.
Las danzas y los bailes folclóricos se han extinguido, aunque aún aparecen en las poblaciones xincas de Chiquimulilla, un convite relacionado con el mítico sombrero mexicano de ala ancha conocido como «El Sombrerón», relacionado con la festividad del Niño Dios el 24 de diciembre.

### Fiestas patronales
Las fiestas patronales de los municipios son:
| Municipio             | Días                             | Santo Patrono                       |
| --------------------- | -------------------------------- | ----------------------------------- |
| Barberena             | 10 al 22 de marzo                | San José                            |
| Casillas              | 12 al 18 de enero                | Cristo Negro de Esquipulas          |
| Chiquimulilla         | 30 de abril al 7 de mayo         | Santa Cruz.                         |
| Cuilapa               | 20 al 26 de diciembre            | Niño Dios                           |
| Cuilapa               | 1 al 9 de agosto                 | Señor de los Portentos              |
| Guazacapán            | 6 al 11 de diciembre             | Virgen de la Concepción             |
| Nueva Santa Rosa      | 12 al 19 de noviembre,(variable) | Cristo Rey                          |
| Oratorio              | 28 de febrero al 5 de marzo      | Sagrada Familia.                    |
| Pueblo Nuevo Viñas    | 13 al 24 de enero                | Cristo Negro de Esquipulas          |
| San Juan Tecuaco      | 22 al 28 de enero                | San Juan Bautista                   |
| San Rafael Las Flores | 22 al 27 de octubre              | San Rafael Arcángel                 |
| Santa Cruz Naranjo    | 1 al 7 de mayo                   | Santa Cruz                          |
| Santa María Ixhuatán  | 12 al 18 de diciembre            | Santa María de Guadalupe            |
| Santa Rosa de Lima    | 27 de agosto al 3 de septiembre  | Santa Rosa de Lima                  |
| Taxisco               | 12 al 16 de enero                | Cristo Negro de la Divina Aparición |

## Idioma
El idioma pipil ha desaparecido por completo y el xinca aún es recordado por pocos ancianos entre la población de los municipios de Chiquimulilla, Taxisco, Guazacapán y Santa María Ixhuatan. En consecuencia el idioma que se habla en todo el departamento es el español.

## Economía

### Producción agrícola
Entre sus productos agrícolas sobresalen el café, que es de buena calidad, caña de azúcar, maíz, frijol, arroz, papa, ajonjolí, maicillo, algodón, tabaco cebolla, aguacate, tomate y frutas, especialmente la piña llamada de azúcar.

### Producción pecuaria
En el aspecto pecuario destacan los municipios de Guazacapán, Oratorio y Taxisco. En estos mismos lugares hay haciendas de ganado vacuno con gran producción de leche, crema, queso y mantequilla.

### Producción industrial
En el aspecto industrial hay ingenios de azúcar y beneficios de café.

### Producción artesanal
En algunos municipios elaboran tejidos de algodón, cohetería, cestería y cerería. Por tener acceso al mar, hay muchas salinas, especialmente en Guazacapán y Chiquimulilla, así como la elaboración de atarrayas y redes para pesca.

### Pobreza
En el departamento de Santa Rosa (del 100% de su población) tiene un 54.3% en pobreza o un 12.9% en pobreza extrema según datos del PNUD 2014. 

## Turismo
En el año 2016 por iniciativa de un joven quien busca promocinar el turismo y el cuidado sostenible del ambiente en el departamento, forma la «Casa Forestal de Turismo Santarosano».[cita requerida]
| Tipo de centro                                                                   | Nombre | Ubicación                             |
| -------------------------------------------------------------------------------- | --- | ------------------------------------- |
| Lagunas                                                                          | Ayarza | Casillas y San Rafael Las Flores      |
| Lagunas                                                                          | El Pino | Barberena y Santa Cruz Naranjo        |
| Lagunas                                                                          | Ixpaco | Pueblo Nuevo Viñas                    |
| Lagunas                                                                          | Tamarindo Viejo | Monterrico                            |
| Volcanes                                                                         | Tecuamburro | Tecuamburro                           |
| Volcanes                                                                         | Jumaytepeqe | Nueva Santa Rosa                      |
| Volcanes                                                                         | Cruz Quemada | Ixhuatán                              |
| Volcanes                                                                         | Cerro Redondo | Cerinal y Santa Cruz Naranjo          |
| Construcciones coloniales                                                        | Puente Colonial «Los Esclavos»                                                                                              | Cuilapa                               |
| Construcciones coloniales                                                        | Parroquia Colonial y Templo de Santa Rosa de Lima                                                                           | Santa Rosa de Lima                    |
| Construcciones coloniales                                                        | Iglesia católica colonial Jumaytepeqe                                                                                       | Nueva Santa Rosa                      |
| Construcciones coloniales                                                        | Centro de veneración La Ermita                                                                                              | Nueva Santa Rosa                      |
| Caídas de agua                                                                   | Cascada de Los Chorritos de Espitia Real                                                                                    | Nueva Santa Rosa                      |
| Caídas de agua                                                                   | Cascadas de La Amistad | Aldea Estanzuelas, Nueva Santa Rosa   |
| Caídas de agua                                                                   | Saltos de Las Margaritas | San Juan Tecuaco, Oratorio e Ixhuatán |
| Caídas de agua                                                                   | Salto de la Soledad | Tecuamburro                           |
| Cuevas                                                                           | Cueva de «Los Serafines» | Santa Cruz Naranjo                    |
| Cuevas                                                                           | Cueva del Común | Aldea Jumaytepeqe; Nueva Santa Rosa   |
| Cuevas                                                                           | Cueva de «La Eduvijes» | Santa Rosa de Lima                    |
| Playas                                                                           | Barra del Jiote, Las Lisas, Los Macizos, El Chapetón, El Dormido, El Rosario de La Muerte, Los Limones, Hawái, El Cebollito | Chiquimulilla                         |
| Playas                                                                           | Monterrico, El Pumpo, Candelaria, Madre Vieja                                                                               | Taxisco                               |
| Sitios arqueológicos                                                             | |                                       |
| Casas Viejas, Los Cerritos, Los Ujuxtales, Colinas de San Osmardín y Santa Clara | Chiquimulilla |                                       |
| Ixpaco                                                                           | Pueblo Nuevo Viñas |                                       |
| Arada Nueva                                                                      | Oratorio |                                       |
| El Jobo y Tacuilula                                                              | Taxisco |                                       |

## Ubicación geográfica
| Noroeste: Departamento de Guatemala |                      | Nordeste: Departamento de Jalapa |
| Oeste: Departamento de Escuintla    |                      | Este: Departamento de Jutiapa    |
|                                     | Sur: Océano Pacífico |                                  |